# Никоненко, Иван Спиридонович
Иван Спиридонович Никоненко — советский хозяйственный деятель, генеральный директор Уренгойского производственного объединения по добыче газа имени С. А. Оруджева Министерства газовой промышленности СССР, Ямало-Ненецкий автономный округ. Герой Социалистического Труда (1985). Лауреат Государственной премии СССР в области науки и техники (1978).
Кандидат технических наук. Действительный член Академии горных наук.

## Биография
Родился 10 апреля 1938 г. в посёлке Андреевка Балаклейского района Харьковской области Украинской ССР. Отец — Спиридон Сергеевич, мать — Анна Прокопьевна.
Трудовую биографию начал в 1956 году в Харькове (огнерезчик завода «Вторчермет», фрезеровщик электромеханического завода, разнорабочий треста «Нефтегазстрой»). Проходил срочную воинскую службу (1957—1958). В последующем работал в тресте «Донбассэлектростроймонтаж» электромонтеёром-линейщиком Харьковского монтажного участка № 1 до поступления в 1959 году в Харьковский государственный университет имени А. М. Горького.
В 1964 году получил высшее образование по специальности «Радиофизика и электроника» с квалификацией радиофизика-исследователя, трудовую деятельность начал с должности инженера Шебелинского газопромыслового управления объединения «Укргазпром».
С 1966 года стал непосредственным участником формирования Западно-Сибирского газопромышленного комплекса — в начале на освоении Пунгинского и Игримского газовых месторождений в качестве начальника цеха, заместителя главного инженера управления по технологии и автоматике, заведующего Пунгинским газовым промыслом, главного инженера газопромыслового управления «Игримгаз». С 1973 года — начальник производственно-диспетчерской службы, главный инженер объединения «Надымгазпром». Участвовал в создании своего рода плацдарма для последующего освоения северо-тюменских газовых кладовых на Медвежьем газовом месторождении. За решение сложнейшей задачи по его ускоренному освоению удостоился в 1978 г. Государственной премии СССР.
В 1978 году назначен директором производственного объединения «Уренгойгаздобыча», созданного для освоения Уренгойского нефтегазоконденсатного месторождения. Руководил обустройством Уренгойского нефте-газоконденсатного месторождения — от ввода в апреле 1978 года установки комплексной подготовки газа № 1 до выхода Уренгойского промысла (сеноман) в экстремальных природно-климатических условиях Тюменского Севера на проектную мощность 250 млрд м3 газа в год. Под его руководством формировался коллектив, бросивший вызов суровой северной природе, отрабатывались и внедрялись новаторские технические решения, обеспечившие невиданные ранее темпы освоения кладовых природного газа. Указом Президиума Верховного Совета СССР от 15 мая 1985 года «за выдающиеся производственные достижения, большой личный вклад в досрочное выполнение планов четырёх лет 11-й пятилетки по добыче и поставке газа и проявленный трудовой героизм.» удостоен звания Героя Социалистического Труда с вручением ордена Ленина и золотой медали «Серп и Молот».
С 1986 года — первый заместитель начальника Главтюменгазпрома.
В 1987 году назначен главным инженером — заместителем генерального директора Всесоюзного научно-производственного объединения по автоматизации управления предприятиями газовой промышленности «Союзгазавтоматика» (позже после ряда преобразований — ОАО «Газавтоматика», «Газпром автоматизация»), далее — заместителем директора института «ВНИПИАСУгазпром», входившего в это объединение, в 1991 г. — техническим директором — начальником производственно-технического отдела объединения. В том же году был назначен генеральным директором этого предприятия.
Продолжил начатую его предшественниками работу по последовательному оснащению газовой отрасли единой комплексной системой автоматизации, дальнейшему развитию предприятия, располагающего на тот период тремя конструкторскими бюро и двумя специализированными заводами по выпуску оборудования и приборов для автоматизации и телемеханизации газовой отрасли, а также расположенными от Оренбурга до Перми одиннадцатью дочерними организациями, которые выполняли строительно-монтажные и пусконаладочные работы на промысловых и газотранспортных объектах. В числе значимых проектов, осуществленных в бытность И. С. Никоненко генеральным директором ОАО «Газавтоматика», — комплексная автоматизация и телемеханизация газовых промыслов на Заполярном, Ен-Яхинском, Таб-Яхинском, Песцовом, Вынгаяхинском и Еты-Пуровском месторождениях, внедрение современных систем управления Ямсовейским и Харасавэйским месторождениями в Тюменской области, сформированы информационно-вычислительная система администрации ОАО «Газпром» и автоматизированная система диспетчерского управления Единой системой газоснабжения России.
В 2004 году стал лауреатом премии ОАО «Газпром» в области науки и техники — за разработку и внедрение комплекса интеллектуальных коррозионностойких датчиков нового поколения «Метан −100 (49)» для автоматизированных систем управления технологическими процессами газоконденсатных месторождений.
Получил три авторских свидетельства на изобретения; опубликовал сорок работ, в их числе — пять монографий. Защитил в 1992 г. диссертацию «Системы исследования по созданию газогидродинамических методов моделирования и оптимизации режимов эксплуатации автоматизированных технологических комплексов по добыче газа (на примере освоения Уренгойского месторождения)» на соискание учёной степени кандидата технических наук. В 1993 году был избран членом-корреспондентом Международной академии информатизации, а в 1995 г. — действительным членом Академии горных наук.
В 2007 году вышел на заслуженный отдых.

## Награды и почётные звания
- «Герой Социалистического Труда» (1985)
- Орден Ленина (1976, 1985)
- Орден «Знак Почёта» (1970)
- Медаль «За доблестный труд»
- Медаль «В ознаменование 100-летия со дня рождения Владимира Ильича Ленина»
- Медаль «За освоение недр и развитие нефтегазового комплекса Западной Сибири» (1979)
- Нагрудный знак «Отличник Министерства газовой промышленности» (1981)
- «Ветеран труда» (1985)
- Звание «Почетный гражданин города Новый Уренгой» (1987)
- Звание «Почетный работник газовой промышленности» (1988)
- Медаль «В память 850-летия Москвы» (1997)
- Звание «Заслуженный работник Минтопэнерго Российской Федерации» (1998)
- Знак «Ветеран труда газовой промышленности» (1998)
- Почетная грамота ОАО «Газпром» (2003)
- Медаль «За гражданскую инициативу» (18 августа 2015) — за многолетнюю плодотворную деятельность по укреплению и развитию ветеранского движения, активную общественную деятельность по патриотическому воспитанию молодёжи и социальной поддержке ветеранов Ямало-Ненецкого автономного округа, а также в связи с 85-летием со дня образования Ямало-Ненецкого автономного округа
- Знак «За заслуги перед Ямалом» (2018)
- Почетный гражданин Ямало-Ненецкого автономного округа (11 ноября 2020) — за значительный вклад в социально-экономическое развитие Ямало-Ненецкого автономного округа